# Bhisiana
Bhisiana is een census town in het district Bathinda van de Indiase staat Punjab. 

## Demografie
Volgens de Indiase volkstelling van 2001 wonen er 4775 mensen in Bhisiana, waarvan 59% mannelijk en 41% vrouwelijk is. De plaats heeft een alfabetiseringsgraad van 75%. 